# Zoë Kravitz
Zoë Isabella Kravitz (Los Angeles, 1º dicembre 1988) è un'attrice, cantante, modella e regista statunitense.
Ha ricevuto l’attenzione internazionale per i suoi ruoli da protagonista nella serie drammatica della HBO Big Little Lies - Piccole grandi bugie (2017-2019), che le è valsa una candidatura allo Screen Actors Guild Award, e nella serie High Fidelity (2020). È apparsa con il ruolo di Toast la sapiente in Mad Max: Fury Road (2015) e ha recitato in numerosi film indipendenti tra cui Dope - Follia e riscatto (2015) e Gemini (2017). Ha inoltre interpretato Christina nella serie di film Divergent (2014-2016), Leta Lestrange nella saga di Animali fantastici (2016-2018) e ha doppiato Catwoman in LEGO Batman - Il film (2017) e Mary Jane Watson in Spider-Man - Un nuovo universo (2018). Nel 2022 ha ricevuto il plauso della critica per la sua interpretazione di Catwoman nell'acclamato film The Batman (2022). Nel 2024 ha ottenuto un buono esordio come regista con il film Blink Twice, mentre nel 2025 ha ricevuto la sua prima candidatura al Premio Emmy per la sua partecipazione alla serie televisiva The Studio.
Oltre a recitare, Kravitz lavora come modella, rappresentata inizialmente dall'agenzia Women Management di New York, poi dall'agenzia CAA Fashion. Dal 2017 è il volto della fragranza Beautyè di Yves Saint Laurent. Ha anche recitato in campagne per Tiffany & Co., Vera Wang, Balenciaga, Alexander Wang, Tumi e Calvin Klein. È inoltre la cantante della band Lolawolf e ha pubblicato gli album Calm Down nel 2014 e Tenderness nel 2020.

## Biografia
Nata a Venice Beach, Los Angeles, è la figlia del cantante Lenny Kravitz e dell'attrice Lisa Bonet; sua nonna paterna era l'attrice Roxie Roker. Entrambi i suoi genitori sono di discendenza afroamericana ed ebraica. Ha studiato alla Miami Country Day School di Miami, Florida, e alla Rudolf Steiner School a Manhattan, New York. Per un breve periodo ha studiato recitazione alla prestigiosa SUNY Purchase Acting Conservatory.
Il suo debutto cinematografico avviene nel 2007 con un piccolo ruolo nel film di Scott Hicks Sapori e dissapori; nello stesso anno recita al fianco di Jodie Foster ne Il buio nell'anima di Neil Jordan, nel ruolo di una giovanissima prostituta. È apparsa nel videoclip del singolo di Jay-Z I Know, e inoltre ha partecipato al progetto We Are The Ones, video online di Will.i.am a supporto della campagna presidenziale di Barack Obama.
Nel 2009 è tra gli interpreti del dramma indipendente Gli ostacoli del cuore, dove recita al fianco di Pierce Brosnan, Susan Sarandon, Carey Mulligan e Aaron Johnson. L'attrice è la voce della band di Filadelfia Elevator Fight. Oltre ad esibirsi nella zona di Filadelfia, la band è salita sul palco del Philadelphia's Roots Picnic nel giugno del 2009 dove si è esibita al fianco di gruppi come The Roots, TV on the Radio e The Black Keys. La Kravitz è anche il volto della fragranza di Vera Wang Princess, compare sul sito web e nella pubblicità per il marchio.

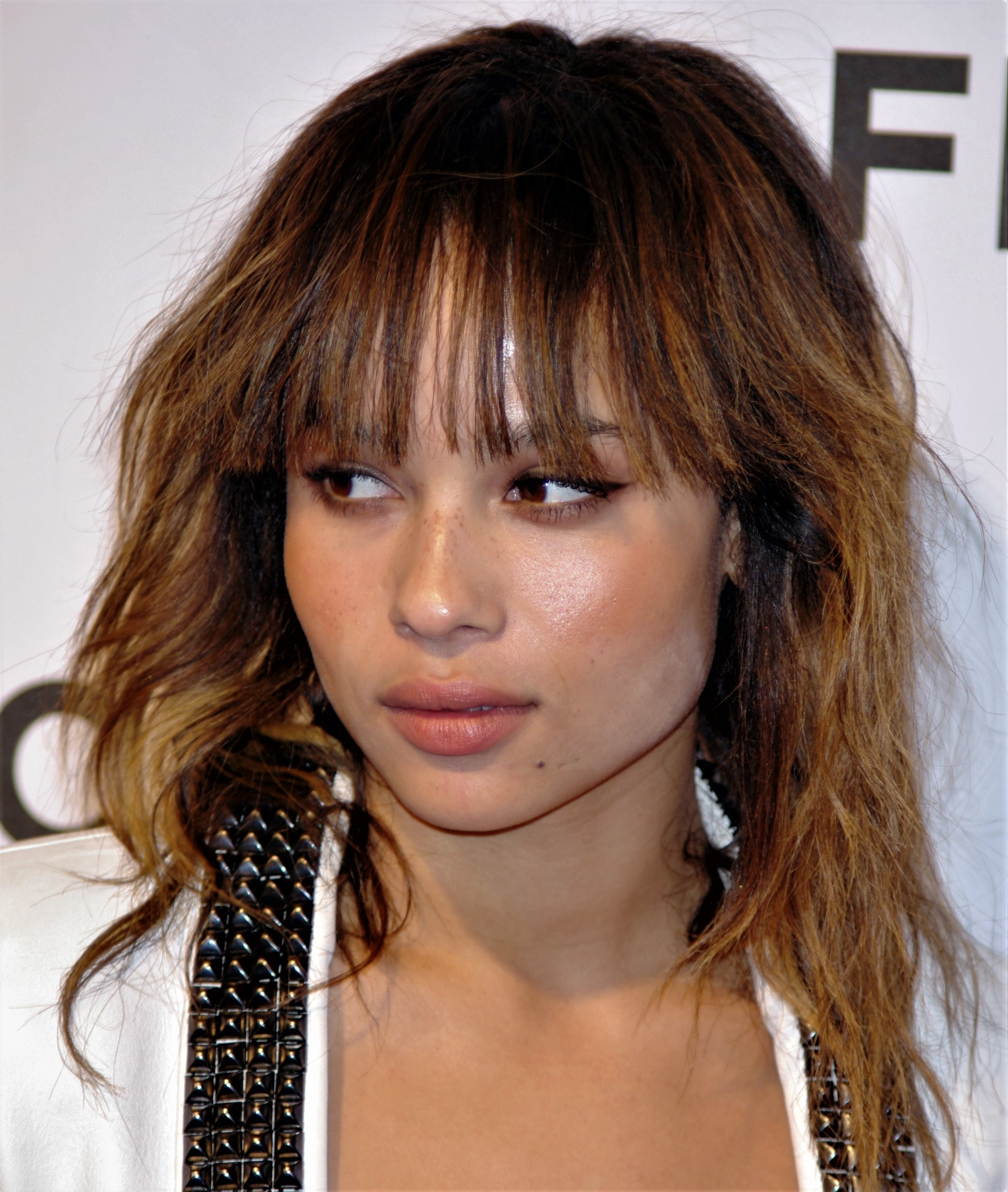
Zoë Kravitz nel 2011

Nel 2010 recita in Twelve di Joel Schumacher, tratto dall'omonimo romanzo di Nick McDonell, e 5 giorni fuori, adattamento cinematografico del romanzo di Ned Vizzini Mi ammazzo, per il resto tutto OK. Nel 2011 interpreta la mutante Angel Salvadore nel film X-Men - L'inizio, mentre dal 2014 interpreta Christina in Divergent e nei film successivi della saga. Nel 2015 interpreta una delle "cinque mogli" in Mad Max: Fury Road, quarto capitolo della saga creata e diretta da George Miller. In realtà, Zoë Kravitz aveva ottenuto il ruolo già nel 2009, ma il film era stato successivamente posposto.
Nel 2016 compare, nella parte di Leta Lestrange, nel film Animali fantastici e dove trovarli, primo capitolo della saga prequel/spin-off del franchise di Harry Potter, e nel 2018 riprende il ruolo nel secondo capitolo della saga, Animali fantastici - I crimini di Grindelwald. Nel 2021 veste i panni di Catwoman (che aveva già doppiato nel film d'animazione LEGO Batman - Il film) nel film The Batman, diretto da Matt Reeves, uscito nelle sale il 3 marzo 2022.

## Vita privata

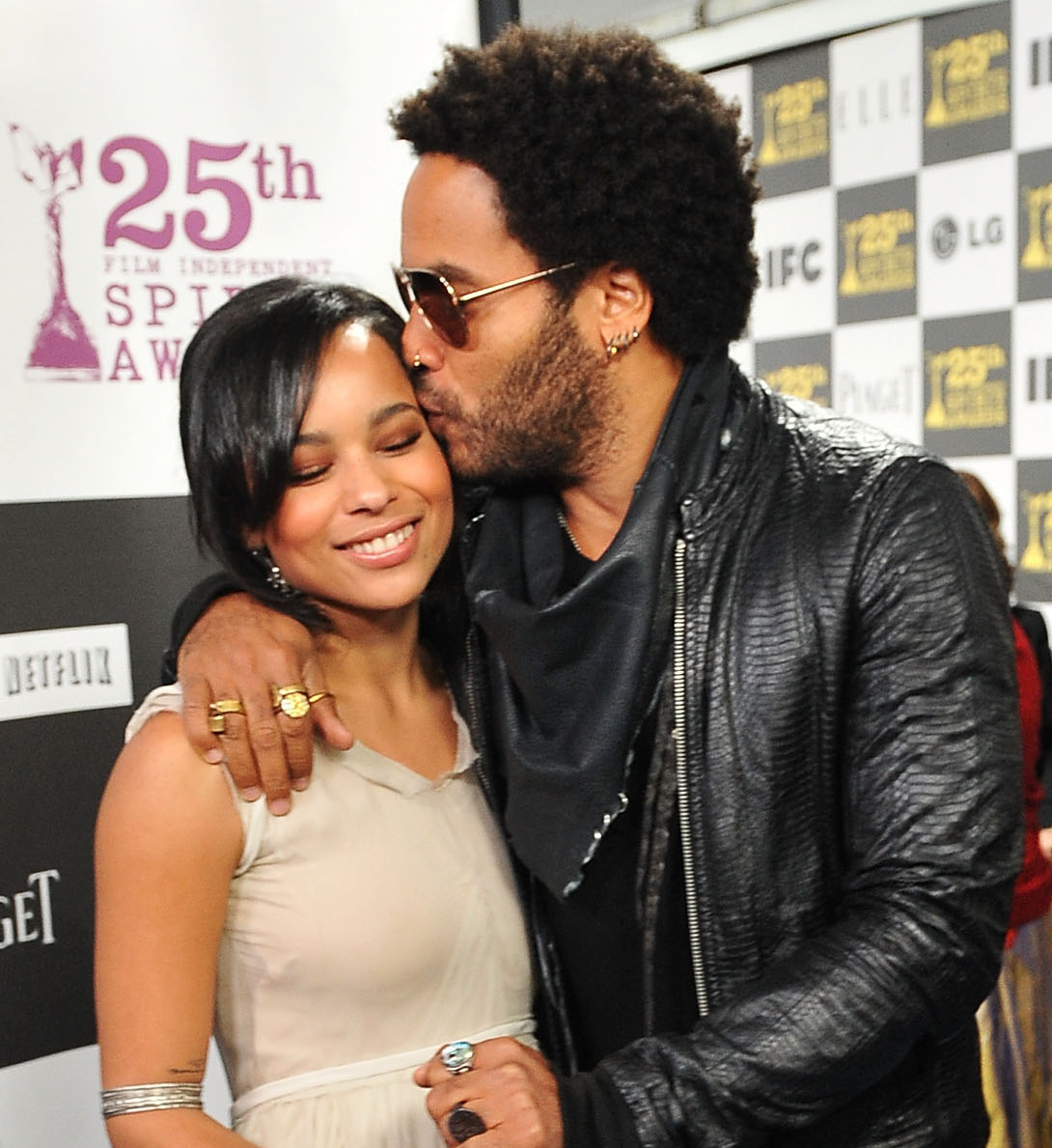
Zoë Kravitz con il padre Lenny Kravitz nel 2010.

Nel 2016 inizia una relazione con l’attore Karl Glusman. Il 29 giugno 2019 i due si sono sposati a Parigi. Nel dicembre 2020 la coppia si è separata. Il divorzio è stato finalizzato nell’agosto 2021.
Dal 2021 al 2024 ha avuto una relazione con l'attore Channing Tatum.

## Filmografia

### Attrice

#### Cinema
- Sapori e dissapori (No Reservations), regia di Scott Hicks (2007)
- Il buio nell'anima (The Brave One), regia di Neil Jordan (2007)
- Birds of America - Una famiglia incasinata (Birds of America), regia di Craig Lucas (2008)
- The Assassination - Al centro del complotto (Assassination of a High School President), regia di Brett Simon (2008)
- Gli ostacoli del cuore (The Greatest), regia di Shana Feste (2009)
- Twelve, regia di Joel Schumacher (2010)
- Beware the Gonzo, regia di Bryan Goluboff (2010)
- 5 giorni fuori (It's Kind of a Funny Story), regia di Anna Boden e Ryan Fleck (2010)
- X-Men - L'inizio (X-Men: First Class), regia di Matthew Vaughn (2011)
- Yelling to the Sky, regia di Victoria Mahoney (2011)
- After Earth, regia di M. Night Shyamalan (2013)
- Divergent, regia di Neil Burger (2014)
- Good Kill, regia di Andrew Niccol (2014)
- Viaggio verso la libertà (The Road Within), regia di Gren Wells (2014)
- Mad Max: Fury Road, regia di George Miller (2015)
- Dope - Follia e riscatto (Dope), regia di Rick Famuyiwa (2015)
- The Divergent Series: Insurgent, regia di Robert Schwentke (2015)
- The Divergent Series: Allegiant, regia di Robert Schwentke (2016)
- Vincent N Roxxy, regia di Gary Michael Schultz (2016)
- Animali fantastici e dove trovarli (Fantastic Beasts and Where to Find Them), regia di David Yates (2016) – cameo
- Crazy Night - Festa col morto (Rough Night), regia di Lucia Aniello (2017)
- Animali fantastici - I crimini di Grindelwald (Fantastic Beasts: The Crimes of Grindelwald), regia di David Yates (2018)
- Kin, regia di Jonathan e Josh Baker (2018)
- Kimi - Qualcuno in ascolto (Kimi), regia di Steven Soderbergh (2022)
- The Batman, regia di Matt Reeves (2022) – Selina Kyle / Catwoman
- Una scomoda circostanza (Caught Stealing), regia di Darren Aronofsky (2025)

#### Televisione
- Californication – serie TV, 8 episodi (2011)
- Portlandia – serie TV, episodio 6x05 (2016)
- Big Little Lies - Piccole grandi bugie (Big Little Lies) – serie TV, 14 episodi (2017-2019)
- High Fidelity – serie TV, 10 episodi (2020)
- The Studio - serie TV, episodi 1x08 e 1x09 (2025)

### Regista e sceneggiatrice
- Blink Twice (2024)

### Produttrice
- Blink Twice, regia di Zoë Kravitz (2024)

### Doppiatrice

#### Cinema
- LEGO Batman - Il film (The Lego Batman Movie), regia di Chris McKay (2017) – Selina Kyle / Catwoman
- Spider-Man - Un nuovo universo (Spider-Man: Into the Spider-Verse), regia di Bob Persichetti, Peter Ramsey e Rodney Rothman (2018)

#### Televisione
- Morris & the Cow, regia di Bernard Derriman – cortometraggio TV (2016)

## Discografia

### Con i Lolawolf

#### Album in studio
- 2014 – Calm Down
- 2020 – Tenderess

#### EP
- 2014 – Lolawolf
- 2015 – Every F****n Day

#### Singoli
- 2013 – Drive (Los Angeles)
- 2013 – Wanna Have Fun
- 2014 – What Love Is
- 2014 – Jimmy Franco
- 2014 – Summertime
- 2014 – AYO
- 2014 – Calm Down
- 2015 – Bitch
- 2015 – Every Fuckin Day
- 2016 – Teardrop (ft.Miley Cyrus)
- 2017 – Baby I'm Dyin
- 2020 – Not Diana
- 2020 – Whole House

### Da Solista
Singoli
- 2017 – Don't

## Doppiatrici italiane
Nelle versioni in italiano dei suoi film, Zoë Kravitz è stata doppiata da:
- Benedetta Degli Innocenti in Divergent, The Divergent Series: Insurgent, The Divergent Series: Allegiant, Animali fantastici - I crimini di Grindelwald, The Studio
- Letizia Ciampa ne Gli ostacoli del cuore, X-Men - L'inizio, Crazy Night - Festa col morto
- Erica Necci in Mad Max: Fury Road, Dope - Follia e riscatto
- Veronica Puccio in Big Little Lies - Piccole grandi bugie, Kimi - Qualcuno in ascolto
- Domitilla D'Amico ne Il buio nell'anima
- Simona Chirizzi in Birds of America - Una famiglia incasinata
- Laura Amadei in The Assassination - Al centro del complotto
- Virginia Brunetti in 5 giorni fuori
- Giulia Tarquini in After Earth
- Valentina Favazza in Good Kill
- Joy Saltarelli in Kin
- Rossa Caputo in High Fidelity
- Elena Perino in The Batman

Da doppiatrice è stata sostituita da:
- Valentina Favazza in Spider-Man - Un nuovo universo, Spider-Man: Across the Spider-Verse
- Elena Morara in LEGO Batman - Il film